# Prêmios Globo de Ouro de 1998

Prêmios Globo de Ouro de 1998

 18 de janeiro de 1998
Filme - Drama:
Titanic
Filme - Comédia ou Musical:
As Good as It Gets
Série de televisão – Drama:
The X-Files
Série de televisão – Comédia ou Musical:
Ally McBeal
Minissérie ou Filme para televisão:
George Wallace
Prêmios Globo de Ouro 

← 1997  ·  1999 →
Os Prêmios Globo de Ouro de 1998 (no original, em inglês, 55th Golden Globe Awards) honraram os melhores profissionais de cinema e televisão, filmes e programas televisivos de 1997. Os candidatos nas diversas categorias foram escolhidos pela Associação de Imprensa Estrangeira de Hollywood (AIEH) e os nomeados anunciados em 18 de dezembro de 1997.
Na cerimônia, Titanic liderou as indicações, com um total de oito. Em relação às vitórias, Titanic foi coroado como melhor filme de drama e As Good As It Gets melhor filme de comédia ou musical. Além disso, James Cameron, diretor de Titanic, foi coroado como melhor diretor.

## Vencedores e nomeados

### Cinema
| Melhor filme | Melhor filme |
| Drama | Comédia ou musical |
| --- | --- |
| - Titanic - Amistad - The Boxer - Good Will Hunting - L.A. Confidential | - As Good as It Gets - The Full Monty - Men in Black - My Best Friend's Wedding - Wag the Dog |
| Melhor atuação em filme de drama | |
| Ator | Atriz |
| - Peter Fonda – Ulee's Gold - Matt Damon – Good Will Hunting - Daniel Day-Lewis – The Boxer - Leonardo DiCaprio – Titanic - Djimon Hounsou – Amistad                                                          | - Judi Dench – Mrs Brown - Helena Bonham Carter – The Wings of the Dove - Jodie Foster – Contact - Jessica Lange – A Thousand Acres - Kate Winslet – Titanic                                                                                                |
| Melhor atuação em filme de comédia ou musical | |
| Ator | Atriz |
| - Jack Nicholson – As Good as It Gets - Jim Carrey – Liar Liar - Dustin Hoffman – Wag the Dog - Samuel L. Jackson – Jackie Brown - Kevin Kline – In & Out                                                     | - Helen Hunt – As Good as It Gets - Joey Lauren Adams – Chasing Amy - Pam Grier – Jackie Brown - Jennifer Lopez – Selena - Julia Roberts – My Best Friend's Wedding                                                                                         |
| Melhor atuação coadjuvante em filme – drama, comédia ou musical | |
| Ator coadjuvante | Atriz coadjuvante |
| - Burt Reynolds – Boogie Nights - Rupert Everett – My Best Friend's Wedding - Anthony Hopkins – Amistad - Greg Kinnear – As Good as It Gets - Jon Voight – The Rainmaker - Robin Williams – Good Will Hunting | - Kim Basinger – L.A. Confidential - Joan Cusack – In & Out - Julianne Moore – Boogie Nights - Gloria Stuart – Titanic - Sigourney Weaver – The Ice Storm                                                                                                   |
| Melhor direção | Melhor roteiro |
| - James Cameron – Titanic - James L. Brooks – As Good as It Gets - Curtis Hanson – L.A. Confidential - Jim Sheridan – The Boxer - Steven Spielberg – Amistad                                                  | - Ben Affleck e Matt Damon – Good Will Hunting - Mark Andrus e James L. Brooks – As Good as It Gets - Curtis Hanson e Brian Helgeland – L.A. Confidential - James Cameron – Titanic - Hilary Henkin e David Mamet – Wag the Dog                             |
| Melhor trilha sonora original | Melhor canção original |
| - James Horner – Titanic - Michael Nyman – 'Gattaca - Philip Glass – 'Kundun - Jerry Goldsmith – 'L.A. Confidential - John Williams – Seven Years in Tibet'                                                   | - "My Heart Will Go On" – Céline Dion (Titanic) - "Journey to the Past" – Aaliyah (Anastasia) - "Once Upon a December" – Deana Carter – (Anastasia) - "Go the Distance" – Roger Bart (Hercules) - "Tomorrow Never Dies" – Sheryl Crow (Tomorrow Never Dies) |
| Melhor filme em língua estrangeira | |
| - My Life in Pink (Ma vie en rose) ( Bélgica) - Artemisia ( França) - Il testimone dello sposo ( Itália) - Lea ( Alemanha) - Vor ( Rússia)                                                                    | |

#### Filmes com múltiplas nomeações
| Nomeações | Filme                    |
| --------- | ------------------------ |
| 8         | Titanic                  |
| 6         | As Good as It Gets       |
| 5         | L.A. Confidential        |
| 4         | Good Will Hunting        |
| 4         | Amistad                  |
| 3         | The Boxer                |
| 3         | My Best Friend's Wedding |
| 2         | Boogie Nights            |
| 2         | Wag the Dog              |
| 2         | Jackie Brown             |
| 2         | In & Out                 |
| 2         | Anastasia                |

#### Filmes com múltiplos prêmios
| Prêmios | Filme              |
| ------- | ------------------ |
| 4       | Titanic            |
| 3       | As Good as It Gets |

### Televisão
| Melhor série | Melhor série |
| Drama | Comédia ou musical |
| --- | --- |
| - The X-Files - Chicago Hope - ER - Law & Order - NYPD Blue | - Ally McBeal - 3rd Rock from the Sun - Frasier - Friends - Seinfeld - Spin City |
| Melhor atuação em série de drama | |
| Ator | Atriz |
| - Anthony Edwards – ER - Kevin Anderson – Nothing Sacred - George Clooney – ER - David Duchovny – The X-Files - Lance Henriksen – Millennium                                    | - Christine Lahti – Chicago Hope - Gillian Anderson – The X-Files - Kim Delaney – NYPD Blue - Roma Downey – Touched by an Angel - Julianna Margulies – ER                                     |
| Melhor atuação em série de comédia ou musical | |
| Ator | Atriz |
| - Michael J. Fox – Spin City - Kelsey Grammer – Frasier - John Lithgow – 3rd Rock from the Sun - Paul Reiser – Mad About You - Jerry Seinfeld – Seinfeld                        | - Calista Flockhart – Ally McBeal - Kirstie Alley – Veronica's Closet - Ellen DeGeneres – Ellen - Jenna Elfman – Dharma & Greg - Helen Hunt – Mad About You - Brooke Shields – Suddenly Susan |
| Melhor atuação em minissérie ou filme para televisão | |
| Ator | Atriz |
| - Ving Rhames – Don King: Only in America - Armand Assante – The Odyssey - Jack Lemmon – 12 Angry Men - Matthew Modine – What the Deaf Man Heard - Gary Sinise – George Wallace | - Alfre Woodard – Miss Evers' Boys - Ellen Barkin – Before Women Had Wings - Jena Malone – Hope - Vanessa Redgrave – Bella Mafia - Meryl Streep – …First Do No Harm                           |
| Melhor atuação coadjuvante em série, minissérie ou filme para televisão | |
| Ator coadjuvante | Atriz coadjuvante |
| - George C. Scott – 12 Angry Men - Jason Alexander – Seinfeld - Michael Caine – Mandela and de Klerk - David Hyde Pierce – Frasier - Eriq La Salle – ER - Noah Wyle – ER        | - Angelina Jolie – George Wallace - Joely Fisher – Ellen - Della Reese – Touched by an Angel - Gloria Reuben – ER - Mare Winningham – George Wallace                                          |
| Melhor minissérie ou filme para televisão | |
| - George Wallace - 12 Angry Men - Don King: Only in America - Miss Evers' Boys - The Odyssey                                                                                    | |

#### Séries com múltiplas nomeações
| Nomeações | Série                     |
| --------- | ------------------------- |
| 7         | ER                        |
| 4         | George Wallace            |
| 3         | The X-Files               |
| 3         | Seinfeld                  |
| 3         | 12 Angry Men              |
| 2         | Ally McBeal               |
| 2         | Spin City                 |
| 2         | Chicago Hope              |
| 2         | NYPD Blue                 |
| 2         | 3rd Rock from the Sun     |
| 2         | Frasier                   |
| 2         | Don King: Only in America |
| 2         | Miss Evers' Boys          |
| 2         | The Odyssey               |
| 2         | Touched by an Angel       |
| 2         | Mad About You             |
| 2         | Ellen                     |

#### Séries com múltiplos prêmios
| Prêmios | Filme          |
| ------- | -------------- |
| 2       | Ally McBeal    |
| 2       | George Wallace |